# Берегомет (село)
Берегоме́т — село в Україні, у Неполоковецькій селищній громаді Чернівецького району Чернівецької області. Розташоване на автодорозі Н10 Івано-Франківськ — Чернівці. Завдячує своєю назвою стрімким та обривчатим берегам над річкою Прут. Народна назва Берегомет над Прутом [Архівовано 5 березня 2016 у Wayback Machine.]

## Загальні відомості
За декілька гонів од того місця де зливаються докупи водисті потоки бурхливого Черемоша і статечного Прута розкинулось моє село, що зветься Берегомет над Прутом. Подібно інших побережних сіл своєю назвою воно завдячує Пруту, який щовесни розмиває старі береги і намітає нові. Тому люди і назвали це місце «Береги мете» або «Берегомет над Прутом».
Село розташоване в міжгірській долині в чотири-п'ять гонів завширшки, що утворилась на староріччі доісторичної річки, яка омивала відноги Карпатських гір. Води спали, а натомість залишилась родюча долина. В давнезні давна ця долина була залюднена, позаяк місцевий люд уподобав цю місцевість. А й було за що. Підсоння тут було м'яке і здорове, у численних допливах Пруту водилось багато фавни, а земля давала щедрі врожаї. Тож бачачи хосен своєї праці люди замешкали в цьому краї. Тільки щовеснянні буйності Пруту, який розбивав береги, змусили людей одступити на гін од непевних берегів і осісти на заріччі. Небавом там появилися чепурні, обтиньковані глиною хатини, огороджені тином, з дбайливо обробленими городами та садочками, у яких духотного дня відпочивали поселяни і звідки було чути неугавний дитячий щебет. Люди призвичаїлись жити в тій місцевості і внезабарі уторовані шляхи оперезали місцеві високості, де люд місцевий вирощував хліб.
З бігом часу попередні роди відходили до батьків своїх, а після них приходили на світ роди інші. Але не мінялося життя моїх односельчан. Як і в попередні віки сіяли вони пшеницю, жито, овес, ячмінь, гречку, просо, коноплю. Плекали худобу: овець, кіз, корів, коней, волів, займались пасічництвом. Ті з них, які мали хист до ремесла, працювали теслярами, ковалями, кушнірами, кравцями, гончарями, шевцями, бондарями, ткачами.
Над краєм пролітали хуртовини воєн, але покоління від поколінь переймали здобутки попередніх надбань і передавали своїм нащадкам. Читати більше. [Архівовано 5 березня 2016 у Wayback Machine.]

## Населення
Національний склад населення за даними перепису 1930 року у Румунії:
| Національність | Кількість осіб | Відсоток |
| -------------- | -------------- | -------- |
| українці       | 784            | 93,78 %  |
| євреї          | 35             | 4,19 %   |
| поляки         | 8              | 0,96 %   |
| румуни         | 4              | 0,48 %   |
| німці          | 4              | 0,48 %   |
| угорці         | 1              | 0,12 %   |

Мовний склад населення за даними перепису 1930 року:
| Мова       | Кількість осіб | Відсоток |
| ---------- | -------------- | -------- |
| українська | 784            | 93,78 %  |
| їдиш       | 35             | 4,19 %   |
| польська   | 9              | 1,08 %   |
| німецька   | 5              | 0,60 %   |
| румунська  | 3              | 0,36 %   |

### Видатні люди
Коля Рататуй(Пушкін)-людина "гумор" головна персона села Берегомет
Сатаніст-людина яка ганяється за людьми також працює таксистом

Барабуля-футболіст

Льоня-вчитель фізики(легенда)

### Мова
Розподіл населення за рідною мовою за даними перепису 2001 року:
| Мова       | Кількість | Відсоток |
| ---------- | --------- | -------- |
| українська | 882       | 99.77%   |
| російська  | 2         | 0.23%    |
| Усього     | 884       | 100%     |

## Галерея

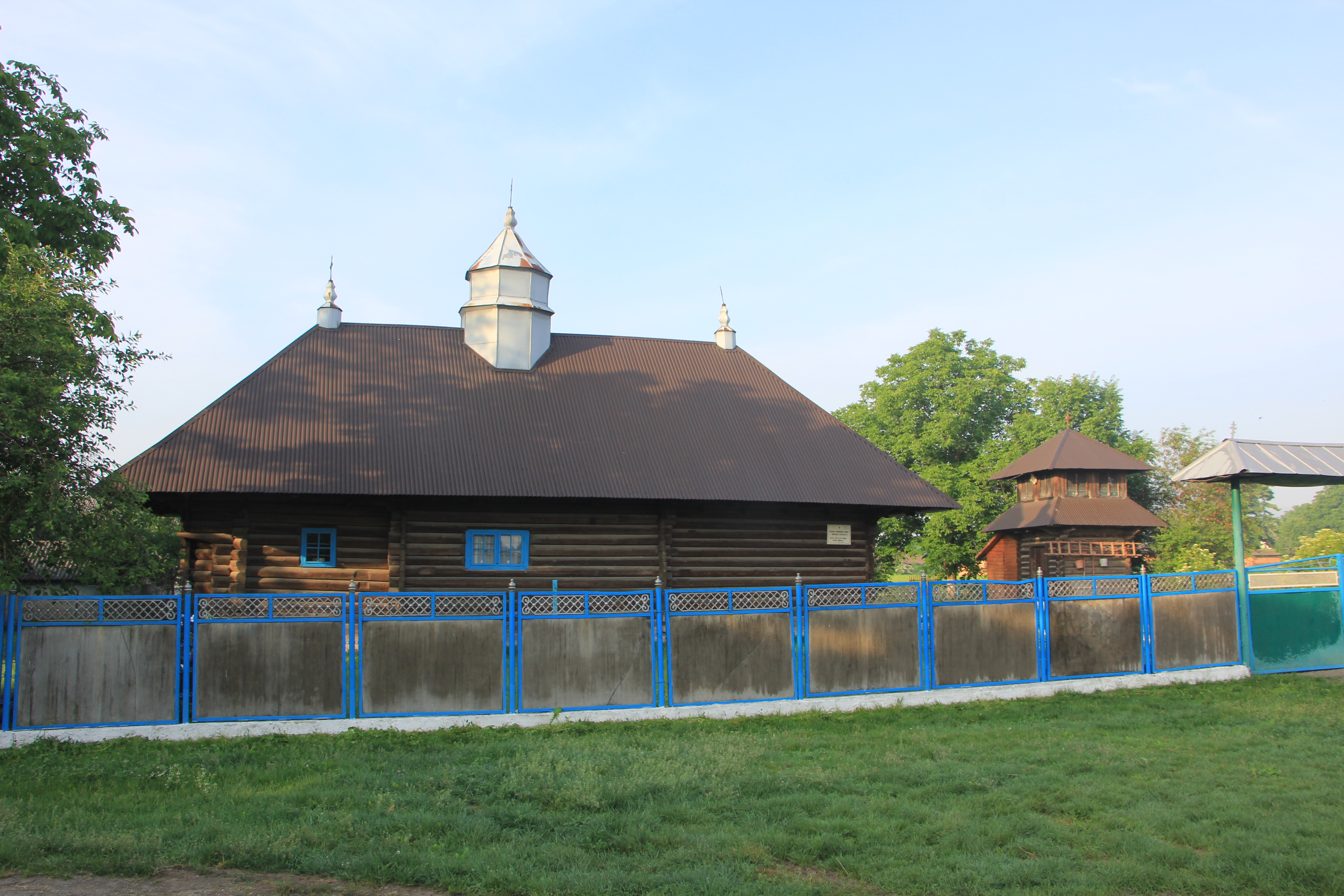
Церква Св. Миколи 1781 с. Берегомет
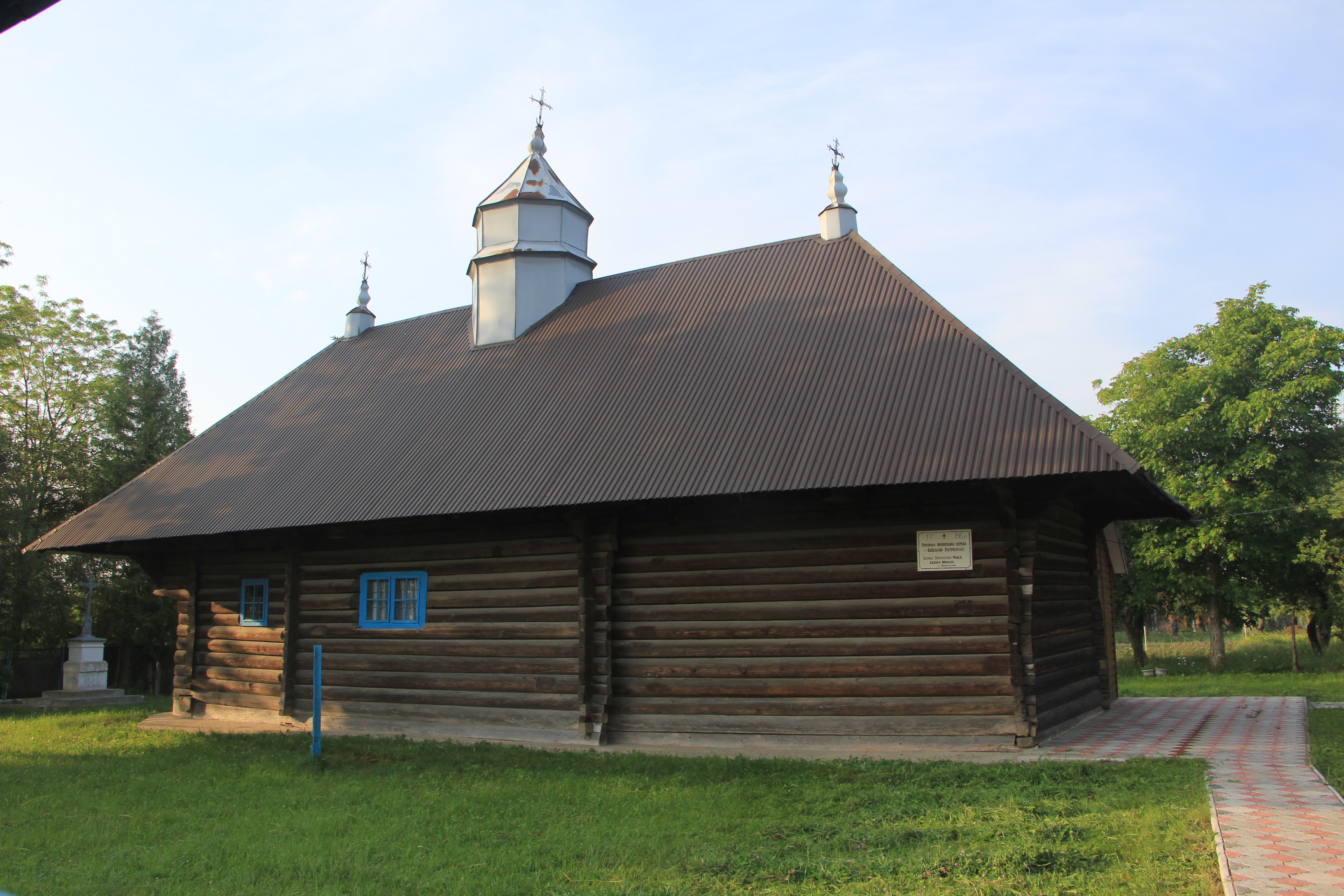
Церква Св. Миколи 1781 с. Берегомет
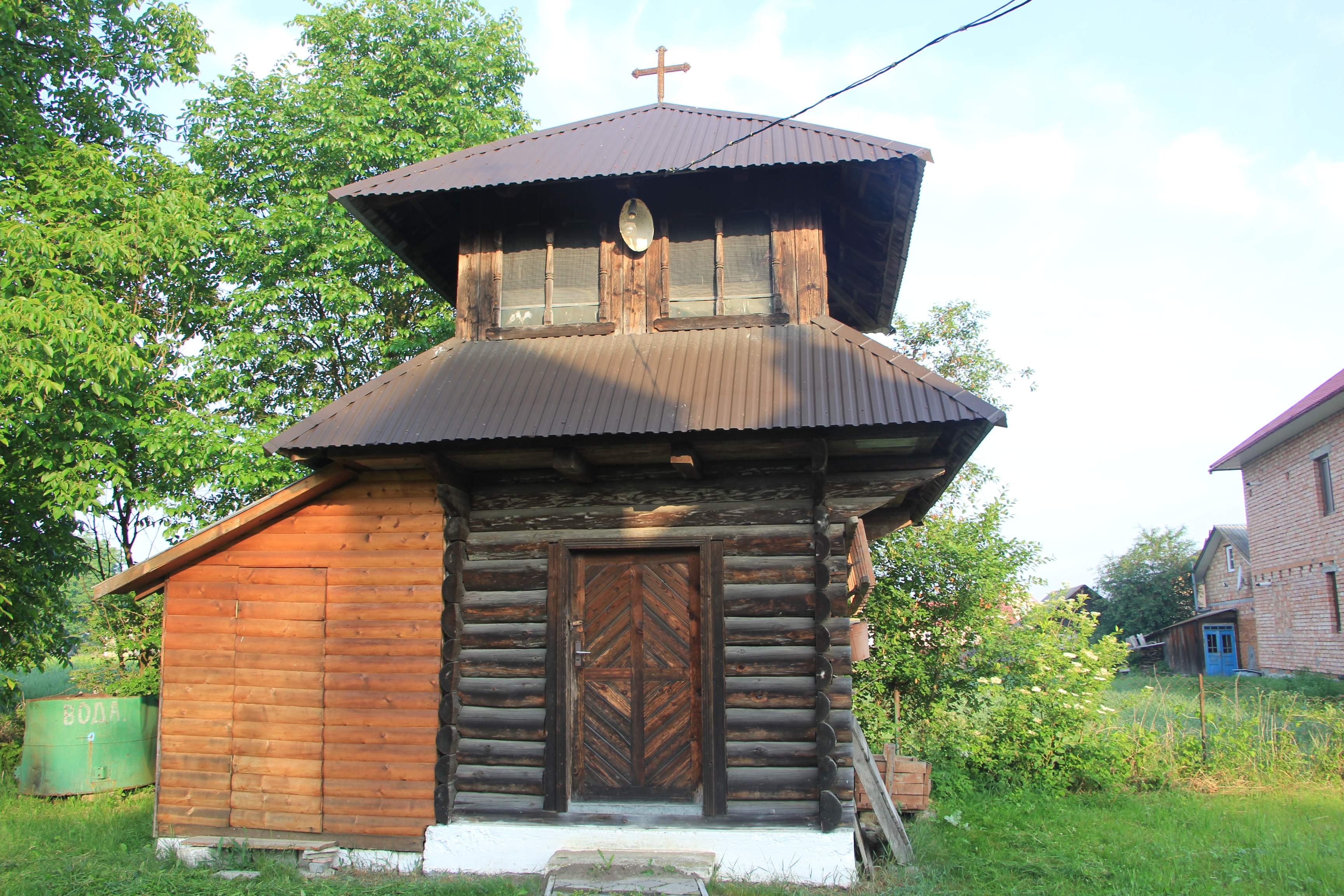
Церква Св. Миколи 1781 с. Берегомет